# Nati nel 1407
| Questa pagina contiene informazioni ricavate automaticamente dalle voci biografiche con l'ausilio del template Bio e di un bot. L'aggiornamento è periodico e automatico e ricostruisce completamente la pagina. Se manca una persona in questa lista, sei pregato di non aggiungerla, ma accertati piuttosto che la sua voce biografica contenga il template Bio e che i dati anagrafici siano correttamente compilati. Se il template Bio manca, inseriscilo tu stesso o, in alternativa, metti l'avviso {{tmp\|Bio}} che ne segnala la mancanza. Se i dati riportati sono sbagliati, correggi direttamente la voce biografica; le modifiche saranno visibili in questa lista entro pochi giorni. Per chiarimenti vedi il progetto biografie. La lista contiene solo le 18 persone che sono citate nell'enciclopedia e per le quali è stato implementato correttamente il template Bio. Pagina aggiornata al 2 mag 2025. |

- 15 marzo - Giacomo I di Baden, sovrano tedesco († 1453)
- 18 agosto - Alain de Coëtivy, vescovo cattolico e cardinale francese († 1474)
- 27 agosto - Ashikaga Yoshikazu, militare giapponese († 1425)
- 21 settembre - Leonello d'Este, marchese († 1450)
- Giovanni Sforza, condottiero italiano († 1451)
- Vittoria Colonna Malatesta, nobile italiana († 1464)
- Eleonora di Borbone-La Marche, nobile
- Giacomo da Ulma, beato tedesco († 1491)
- Elisabetta Malatesta, nobildonna italiana († 1477)
- Guidantonio Manfredi, nobile italiano († 1448)
- Alessandro Oliva, cardinale e arcivescovo cattolico italiano († 1463)
- Demetrio Paleologo, bizantino († 1470)
- Selçuk Hatun, principessa ottomana († 1485)
- Lorenzo Valla, umanista, filologo classico e scrittore italiano († 1457)
- Margherita di Valois, nobildonna francese († 1458)
- Maffeo Vegio, umanista italiano († 1458)
- Carlo II d'Albret, militare e politico francese († 1471)
- Agnese di Borgogna, duchessa († 1476)